# 帖撒羅妮加
帖撒羅妮加（希臘語：Θεσσαλονίκη，約前352年或前345年—前295年），馬其頓王國公主，國王腓力二世和出身色薩利費萊的王后尼刻西波莉絲的女兒。帖撒羅妮加與先後馬其頓三個權力舉足輕重男人都有所關連，父王腓力二世、兄長亞歷山大大帝、丈夫卡山德。

## 早年
帖撒羅妮加出生在前352年，或是前345年，在她出生的那一天，馬其頓王國和色薩利同盟聯軍在克羅庫斯平原戰役贏得重要勝利，腓力二世為了慶祝這場勝利和女兒誕生，他宣布將把小公主命名為帖撒羅妮加，即「色薩利人的勝利」之義，因此在希臘語中她的名字是由「色薩利」和「勝利」兩個詞所結合而成。帖撒羅妮加的母親尼刻西波莉絲在生下她一段時間後就過世，因此她是由另一位腓力二世的王后奧林匹亞絲所扶養長大，因為奧林匹亞絲與尼刻西波莉絲原本交情深厚，奧林匹亞絲對待帖撒羅妮加無微不至，如同自己女兒般愛護。也因為帖撒羅妮加比奧林匹亞絲的孩子們年紀還要小，因此這位小公主與同父異母的兄長亞歷山大大帝的年齡差距較大，相處時間也較少。如果帖撒羅妮加出身於前345年的話，當亞歷山大在米達斯花園向亞里斯多德求學時，帖撒羅妮加才剛出生而已。當亞歷山大率領大軍遠征波斯帝國，她才6或7歲，征服希臘「已知世界」的亞歷山大大帝病逝前，她也才21歲。
因為受到奧林匹亞絲寵愛，帖撒羅妮加的童年都在伴隨奧林匹亞絲處，因此當奧林匹亞絲於前317年從伊庇魯斯率軍返回馬其頓後，帖撒羅妮加就前去會合。但之後，卡山德率領大軍從希臘返回馬其頓，擊敗奧林匹亞絲和帝國攝政波利伯孔的軍隊，並把奧林匹亞絲和其他王室成員包圍在彼得那城中，而帖撒羅妮加不幸地也在圍城之中。前316年春，奧林匹亞絲被迫投降，卡山德設法殺了奧林匹亞絲，並控制了年幼的國王亞歷山大四世和其他王室成員，成為馬其頓實質的統治者。

## 卡山德的妻子

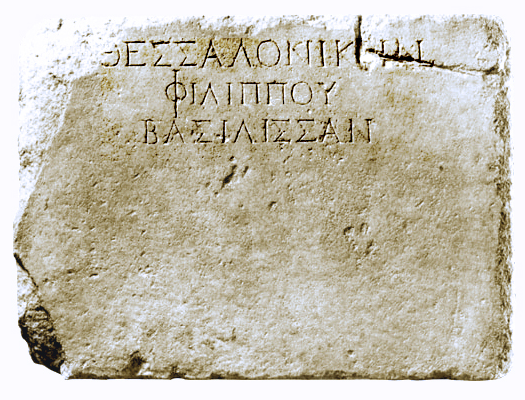
碑文上寫著：「獻給王后，腓力的（女兒）帖撒羅妮加」，今收藏於塞薩洛尼基考古博物館（Archaeological Museum of Thessaloniki）.

在彼得那落陷後，帖撒羅妮加落入卡山德手中，因為她身份特殊的緣故，卡山德為了想要阿吉德王室與有所連結，於是與她結婚。這場婚禮很可能是因為政治需求，卡山德的敵人安提柯在泰爾的討卡山德宣言中，控訴卡山德強迫公主帖撒羅妮加下嫁於他。無論這段婚姻是否美滿，前315年時，卡山德在古城塞爾馬（Therma）的位置重建新城市，並為了給與他的妻子殊榮，以帖撒羅妮加的名字為新城市命名，即塞薩洛尼基。塞薩洛尼基這座城市後來發展成一個重要的貿易交匯點，在羅馬時代還成為馬其頓行省的首府，直至今日仍是馬其頓地區中人口最多、最繁榮的城市。日後成為馬其頓王后的帖撒羅妮加和國王卡山德生下許多孩子，他們共有三個兒子，腓力四世、安提帕特一世、亞歷山大五世。
在卡山德逝世後，王后帖撒羅妮加對她的孩子影響力相當大，她的長子腓力四世繼位後不久就病逝了，王位本要傳給次子安提帕特一世，但因帖撒羅妮加寵愛幼子亞歷山大五世，她設法讓安提帕特一世和亞歷山大五世都成為國王。後來安提帕特一世受不了母后過度偏袒弟弟，他殺了帖撒羅妮加，並試圖把弟弟逐出馬其頓。

## 帖撒羅妮加的傳說
存在一個很流行的希臘傳說，是有關愛琴海百年人魚的故事，故事中人魚被認為可能是帖撒羅妮加。傳說，亞歷山大年輕時尋求不老泉，他經過各種努力終於得到一壺不老泉的泉水，於是亞歷山大用這泉水為心愛的妹妹洗她的頭髮。多年後，當亞歷山大劇逝的消息傳回來，亞歷山大的妹妹傷心欲絕，她企圖跳入海水中結束生命。然而，她沒有溺水而死，反而成為了人魚，並在之後數百年來在大海中審問渡海的船員們。每當船員遇到她時，她都會問同一個問題：「國王亞歷山大還活著嗎?」（希臘語：Ζει ο βασιλιάς Αλέξανδρος），正確答案是「他活著，統治並征服了整個世界！」（希臘語：Ζει και βασιλεύει, και τον κόσμο κυριεύει）如果回答答案正確，她會讓船隻和船員安全地在平靜的大海上駛離。但如果回答其他答案都會引起她的暴怒，她會變成蛇髮女妖弄沉船隻，讓大海吞噬所有船員。

## 註腳
1. ↑  保薩尼亞斯, Description of Greece, viii 7.7 （页面存档备份，存于）
2. ↑  阿特納奧斯, 《歡宴的智者》, xiii
3. 1 2  保薩尼亞斯, Description of Greece, ix. 7.3 （页面存档备份，存于）
4. ↑  Polygamy, Prostitutes and Death: The Hellenistic Dynasties - Page 36
by Daniel Ogden ISBN 0-7156-2930-1
5. ↑  Women and monarchy in Macedonia - Page 155
by Elizabeth Donnelly Carney ISBN 0-8061-3212-4
6. ↑  The pocket guide to Saint Paul By Peter E. Lewis, Ron Bolden - Page 118 ISBN 1-86254-562-6
7. ↑  西西里的狄奧多羅斯, Bibliotheca, xix. 35
8. ↑  查士丁, Epitome of Pompeius Trogus, xiv. 6
9. ↑  西西里的狄奧多羅斯, xix. 52
10. ↑  保薩尼亞斯, ibid.
11. ↑  斯特拉波, 地理學, vii
12. ↑  拜占庭的斯特凡诺斯（Stephanus of Byzantium）, Ethnica, "Thessalonike"
13. ↑  西西里的狄奧多羅斯, xxi
14. ↑  Mermaids and Ikons: A Greek Summer (1978)  Gwendolyn MacEwen ISBN 978-0-88784-062-3
15. ↑  Folktales from Greece Page 96 ISBN 1-56308-908-4

## 外部連結
- Ancient Worlds - Thessalonike The Tragic Queen
- Lysimachos Biographies - Thessalonike
- The pedigree of Thessalonice of Macedonia